# Salon de mai

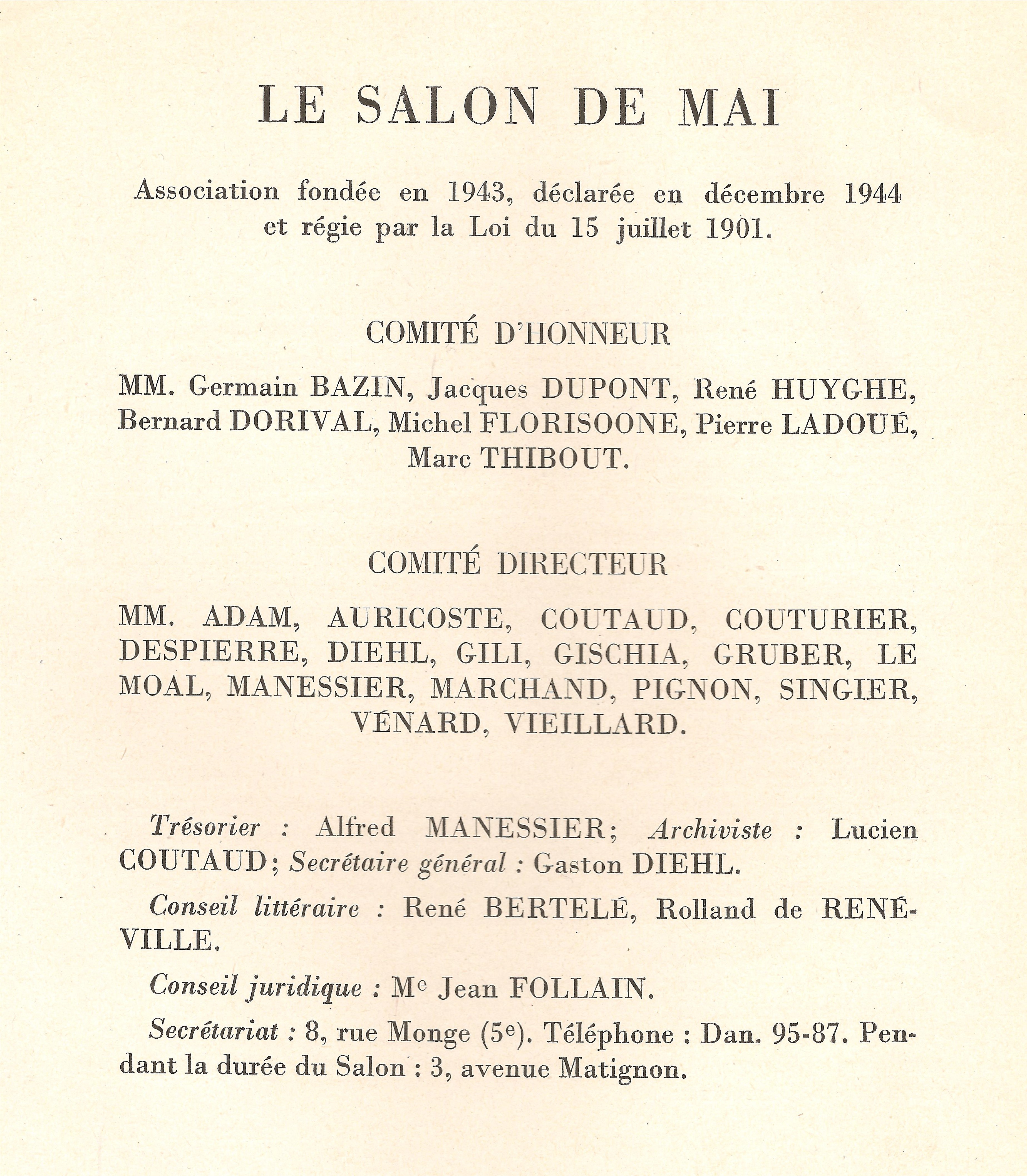
Listina obsahující jména čestného a režírovacího výboru

Salon de mai (česky Květnový salón / Květnová výstava) je pravidelná výstava moderního umění v Paříži, která se poprvé konala v roce 1945. Výstavy probíhají v květnu v galerii Espace Commines na adrese Rue Commines č. 17 ve 3. obvodu.

## Historie
Uměleckou výstavu vymyslelo v kavárně v Palais Royal v říjnu 1943 během německé okupace několik umělců jako protiklad k nacistické ideologii a jejímu odsouzení tzv. zvrhlého umění. Zakladateli byli kritik umění Gaston Diehl a malíři, sochaři a rytci Henri-Georges Adam, Emmanuel Auricoste, Lucien Coutaud, Robert Couturier, Jacques Despierre (který navrhl název akce podle měsíce, ve kterém se konal první ročník), Marcel Gili, Léon Gischia, Francis Gruber, Jean Le Moal, Alfred Manessier, André Marchand, Edouard Pignon, Gustave Singier, Claude Venard a Roger Vieillard, kteří vytvořili správní radu.
První výstava se konala v Galerii Pierre Maurs na Avenue Matignon od 29. května do 29. června 1945. Čestný výbor tvořili umělci a teoretici umění Germain Bazin, Jacques Dupont, René Huyghe, Bernard Dorival, Michel Florisoone, Pierre Ladoué a Marc Thiboutet. Do katalogu pro tuto první výstavu přispěl svými básněmi i Jacques Prévert.